# Список президентов Литвы

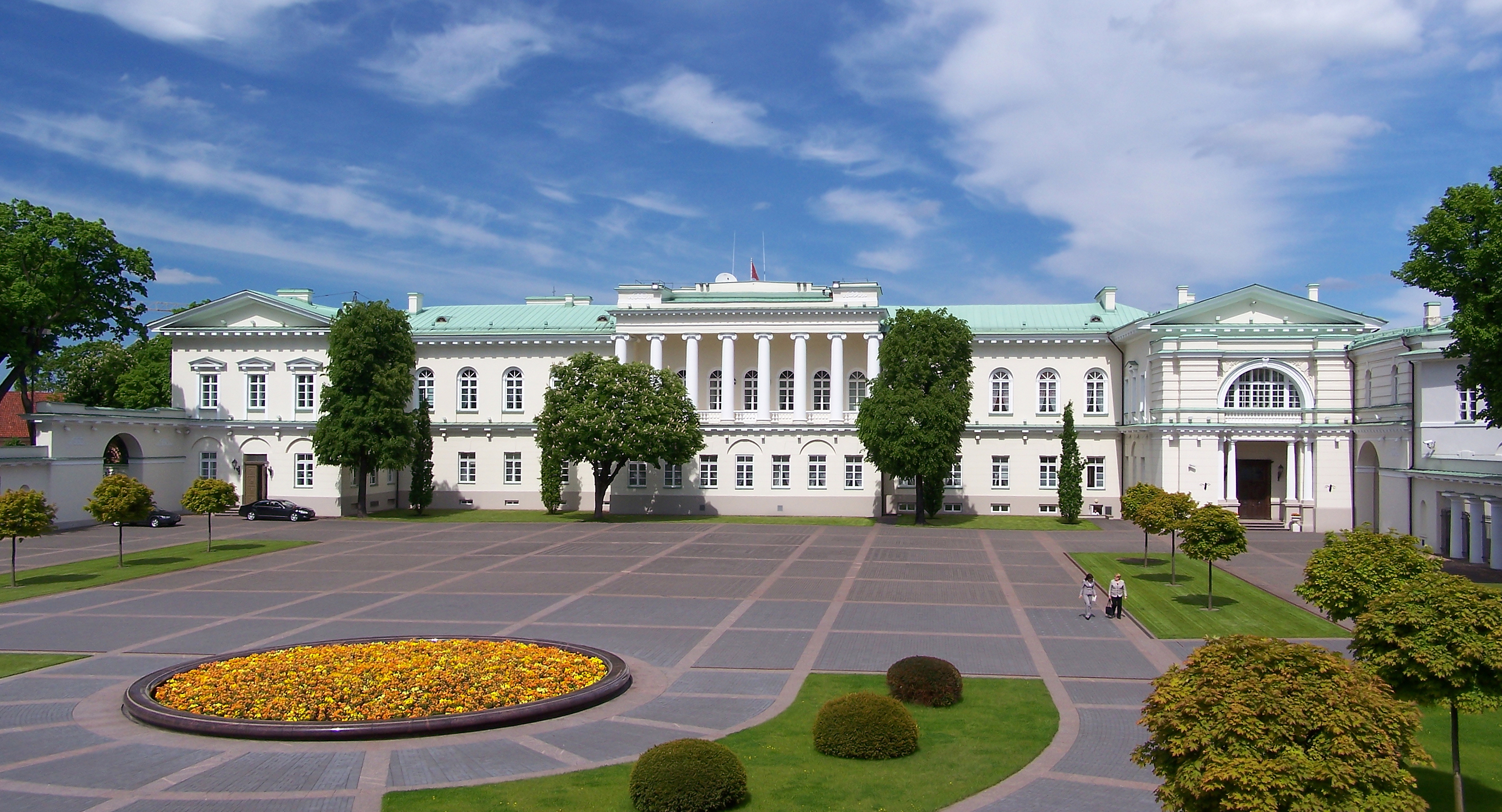
Президенту́ра

Президе́нт Лито́вской Респу́блики (лит. Lietuvos Respublikos prezidentas, не официально Президе́нт Литвы, лит. Lietuvos prezidentas) — глава государства в Литвы, высший государственный пост республики.
Полномочия и статус президента Литовской Республики определяется в главе VI конституции Литвы, принятой на референдуме 25 октября 1992.
Избирается гражданами Литовской Республики всеобщим прямым тайным голосованием сроком на пять лет. Президентом может избираться гражданин Литвы по происхождению (лит. Lietuvos pilietis pagal kilmę, англ. citizen of the Republic of Lithuania by birth), проживающий не менее трех последних лет в Литве и возраста не менее сорока лет ко дню выборов.

## Список

### Первая республика
Президент Первой Литовской Республики (лит. Pirmosios Lietuvos Respublikos Prezidentas) или президент Межвоенной Литвы (лит. Tarpukario Lietuvos Prezidentas) — глава государства Первой Литовской Республики, высший государственный пост республики. Союз литовских националистов
 Литовские христианские демократы
 Литовский крестьянский народный союз Беспартийный
| #      | Имя (Годы жизни) | Имя (Годы жизни)                     | Должность                                                                                              | Начало полномочий | Конец полномочий | Партия                           | Комментарий | Источник          |
| ------ | ---------------- | ------------------------------------ | --- | ----------------- | ---------------- | -------------------------------- | --- | ----------------- |
| 1 (I)  |                  | Антанас Сметона (1874—1944)          | Президент Литовской Республики                                                                         | 4 апреля 1919     | 19 июня 1920     | Союз литовских националистов     | Первый президент Межвоенной Литвы. | [ 5 ]             |
| —      |                  | Александрас Стульгинскис (1885—1969) | Председатель Сейма Литовской Республики (Исполняющий обязанности Президента)                           | 20 июня 1920      | 21 декабря 1922  | Литовские христианские демократы | Исполняющий обязанности президента Литовской Республики. | [ 5 ]             |
| 2      |                  | Александрас Стульгинскис (1885—1969) | Президент Литовской Республики                                                                         | 21 декабря 1922   | 7 июня 1926      | Литовские христианские демократы | После 2 лет исполнения обязанностей президента стал официальным президентом Литовской Республики. | [ 5 ]             |
| 3      |                  | Казис Гринюс (1866—1950)             | Президент Литовской Республики                                                                         | 7 июня 1926       | 17 декабря 1926  | Литовский народный союз крестьян | Исполнял обязанности президента 6 месяцев, был свергнут Антанасом Сметоной | [ 5 ] [ 6 ]       |
| —      |                  | Йонас Стаугайтис (1868—1952)         | Председатель Сейма Литовской Республики (Исполняющий обязанности Президента)                           | 18 декабря 1926   | 19 декабря 1926  | Литовский народный союз крестьян | Временный президент после свержения К. Гринюса | [ 5 ]             |
| 1 (II) |                  | Антанас Сметона (1874—1944)          | Президент Литовской Республики                                                                         | 19 декабря 1926   | 15 июня 1940     | Союз литовских националистов     | Сверг К. Гринюса путём военного переворота. | [ 5 ]             |
| —      |                  | Антанас Меркис (1887—1955)           | Премьер-министр Литовской Республики (Исполняющий обязанности Президента)                              | 15 июня 1940      | 17 июня 1940     | Союз литовских националистов     | Был назначен на должность Президента Литовской Республики. После вхождения Литвы в состав СССР был арестован. | [ 7 ] [ 8 ] [ 9 ] |
| —      |                  | Юстас Палецкис (1899—1980)           | Премьер-министр Литовской Республики (Исполняющий обязанности Президента)                              | 17 июня 1940      | 25 августа 1940  | Беспартийный                     | Литовский журналист, поэт, писатель; советский государственный и общественный деятель, который был избран исполняющим обязанности президента. После советизации стал председателем Президиума Верховного Совета Литовской ССР. | [ 10 ]            |
| —      |                  | Йонас Жямайтис (1909—1954)           | Председатель президиума Совета союза борцов за освобождение Литвы (Исполняющий обязанности президента) | 16 февраля 1949   | 26 ноября 1954   | Беспартийный                     | Литовский бригадный генерал, руководитель вооружённого националистического движения после Второй мировой войны, позже был официально признан одним из президентов Литвы.                                                       | [ 5 ]             |

### Вторая республика
Президенты Литовской Республики (лит. Lietuvos Respublikos prezidentai, не официально Президенты Литвы, лит. Lietuvos prezidentai) — глава государства в Литвы, высший государственный пост республики, на данный момент всего было 6 президентов 2 исполняющих обязанности президента Литвы. Демократическая партия труда Литвы
 Порядок и справедливость
 Новый союз (социал-либералы)
 Беспартийный
| #         | Имя (Годы жизни) | Имя (Годы жизни)                 | Должность                                                                    | Начало полномочий | Конец полномочий                       | Партия                             | Комментарий                                                                                             | Источник     |
| --------- | ---------------- | -------------------------------- | ---------------------------------------------------------------------------- | ----------------- | -------------------------------------- | ---------------------------------- | --- | ------------ |
| —         |                  | Альгирдас Бразаускас (1932—2010) | Председатель Сейма Литовской Республики (Исполняющий обязанности Президента) | 25 ноября 1992    | 25 февраля 1993                        | Демократическая партия труда Литвы | Был Председателем Сейма Литовской Республики (к тому времени занимал самую высокую должность Литвы.     | [ 5 ] [ 11 ] |
| 4 (1)     |                  | Альгирдас Бразаускас (1932—2010) | Президент Литовской Республики                                               | 25 февраля 1993   | 25 февраля 1998                        | Демократическая партия труда Литвы | Первый официальный президент Литовской Республики.                                                      | [ 5 ]        |
| 5 (2) (I) |                  | Валдас Адамкус (1926-)           | Президент Литовской Республики                                               | 26 февраля 1998   | 26 февраля 2003                        | Беспартийный                       | — | [ 5 ]        |
| 6 (3)     |                  | Роландас Паксас (1956-)          | Президент Литовской Республики                                               | 26 февраля 2003   | 6 апреля 2004                          | Порядок и справедливость           | За серьёзные нарушения Конституции Литовской Республики он был отстранен от должности путем импичмента. | [ 12 ]       |
| —         |                  | Артурас Паулаускас (1953-)       | Председатель Сейма Литовской Республики (Исполняющий обязанности Президента) | 6 апреля 2004     | 12 июля 2004                           | Новый союз (социал-либералы)       | Был временно избран после отстранения Р. Паксаса.                                                       | [ 12 ]       |
| 5 (2)(II) |                  | Валдас Адамкус (1926-)           | Президент Литовской Республики                                               | 12 июля 2004      | 12 июля 2009                           | Беспартийный                       | — | [ 5 ]        |
| 7 (4)     |                  | Даля Грибаускайте (1956-)        | Президент Литовской Республики                                               | 12 июля 2009      | 12 июля 2019                           | Беспартийная                       | Первая женщина-президент Литвы. Первый президент в истории восстановленной Литвы, избиравшийся дважды.  | [ 13 ]       |
| 8 (5)     |                  | Гитанас Науседа (1964-)          | Президент Литовской Республики                                               | 12 июля 2019      | Действующий глава Литовской Республики | Беспартийный                       | — | [ 14 ]       |